# 88 km (obwód moskiewski)
88 km (ros. 88 км) – przystanek kolejowy w miejscowości Woskriesiensk, w rejonie woskriesienskim, w obwodzie moskiewskim, w Rosji. Położony jest na linii Moskwa – Riazań i na Wielkim Pierścieniu Kolei Moskiewskiej.